# Thelypteris henriquesii
Thelypteris henriquesii là một loài dương xỉ trong họ Thelypteridaceae. Loài này được Tardieu mô tả khoa học đầu tiên năm 1952.
Danh pháp khoa học của loài này chưa được làm sáng tỏ. 